# Sarita Gayakwad
 (mai 2019).
Si vous disposez d'ouvrages ou d'articles de référence ou si vous connaissez des sites web de qualité traitant du thème abordé ici, merci de compléter l'article en donnant les références utiles à sa vérifiabilité et en les liant à la section « Notes et références ».
Saritaben Laxmanbhai Gayakwad (en goujarati, સરિતા ગાયકવાડ, née le 1er juin 1994 dans le district de Dang) est une athlète indienne, spécialiste du 400 m et du 400 m haies.
Elle remporte le titre du relais 4 x 400 m lors des Jeux asiatiques de 2018.